# Lewisia leeana
Lewisia leeana är en källörtsväxtart som först beskrevs av Thomas Conrad Porter, och fick sitt nu gällande namn av B.L. Robins. Lewisia leeana ingår i släktet Lewisia och familjen källörtsväxter. Inga underarter finns listade i Catalogue of Life.